# Florencja (powiat radomski)
Florencja dawniej też Florencya – wieś w Polsce położona w województwie mazowieckim, w powiecie radomskim, w gminie Iłża. Ma status sołectwa.
W latach 1975–1998 miejscowość należała administracyjnie do województwa radomskiego.
Wierni Kościoła rzymskokatolickiego należą do parafii św. Izydora i św. Jadwigi Śląskiej w Alojzowie lub parafii św. Józefa Oblubieńca Najświętszej Maryi Panny w Krzyżanowicach.

## Części miejscowości
| SIMC    | Nazwa    | Rodzaj     |
| ------- | -------- | ---------- |
| 1055339 | Moczydła | przysiółek |

## Historia
Wieś powstała w wieku XIX. Słownik wymienia Florencję dawniej Florencyja jako osadę w powiecie iłżeckim, gminie i parafii Krzyżanowice. W drugiej połowie XIX w. osada posiadała 4 domy, 20 mieszkańców i 75 mórg obszaru.